# Szekrényessy Margit (nyelvész)
Szekrényessy Margit (székelyhídi) (Gödöllő, 1914. augusztus 1. – Makó, 2007. január 28.) nyelvész, germanista, gimnáziumi tanár.

## Élete
Atyja székelyhídi Szekrényessy Géza gazdatiszt, anyja Gyurkovics Margit tanítónő. Gimnáziumi tanulmányait magánúton végezte, érettségi vizsgát az esztergomi Szent Benedek rendi Szent István Katolikus Főgimnáziumban 1931-ben tett. Slachta Margit rokonaként egy időre bekapcsolódott a szociális nővérek missziós munkájába.
Ezt követően a budapesti Pázmány Péter Tudományegyetem Bölcsészettudományi Karának magyar-német szakos hallgatójává vált. Legfőbb egyetemi mentorai között találjuk Császár Elemér irodalomtörténészt, Thinemann Tivadar, Germanus Gyula és Mérei Gyula nyelvész professzorokat. Oklevelet 1936-ban szerzett, majd (Császár Elemér és Thinemann egyezségének köszönhetően) irodalomtörténettel vegyes nyelvészeti doktori disszertációt készített 1937-ben. 1938-39 között kutatói ösztöndíjjal a bécsi Collegium Hungaricumban Semmelweis bécsi politikai szerepvállalását kutatta. 1939-ben a második világháború kirobbanását követően tért haza, hogy friss kutatási eredményeit feldolgozza.
1941-1944 között az Újvidéki Katolikus Főgimnázium rendes tanára volt. Itt ismerte meg későbbi férjét (József Attila makói évfolyamtársát) utóbbi szegedi biológus tanársegédet, Szabó Mihályt, aki a tihanyi belső tóban korábban nem ismert mikroszkopikus úgynevezett véglényt fedezett fel, mely az ő nevét viseli. Ezt követően a csanádpalotai általános iskola tanára, majd rövid időre intézményvezetője lett. 1950-től nyugdíjazásáig a makói József Attila Gimnázium tanára volt. Tanári működésének több méltatója akadt az iskola egykori neves diákjai közül: Benkóczy Zoltán színművész, dr. Török József teológiai dékán, Lator László költő. Gimnazista korától foglalkozott irodalommal. Kezdetben rendszerint tréfás ifjúsági novellákat írt népszerű lapokba (Magyar Lányok, Mai Magyar Lányok, Friss Újság, Pesti Hírlap stb.) Németből többnyire Rosegger novellákat fordított, de a közép-felnémet líra számos alkotását is átültette magyarra. 2007-ben Makón hunyt el.

## Önálló munkái
- Romantika a német és magyar nyelvfilozófia tükrében Bp. 1937.
- Semmelweis Ignác szerepe a bécsi forradalomban Bp. 1939.(kézirat)